# Regatul Aragonului
Regatul Aragonului a fost un stat feudal din vestul Europei, de o parte a Pirineilor, în partea de centru. Regatul a fost format când un conte local, Remiro I de Aragon, a devenit rege fostului Comitat Aragonului. Regatul Aragonului a avut o expansiune către sud și răsărit, și a avut o uniune dinastică cu Comitatul Barceloniei în 1162, devenint împreună un stat confederal numit Coroana de Aragon care a stăpânit alte țări în zona mediteraneană de Vest. De asemenea Coroana de Aragon a avut o uniune dinastică cu Regatul Castiliei dupa cǎsǎtoria între Ferdinand al II-lea de Aragon și Isabela I a Castiliei în 1469, devenind un stat ca alte state stăpânite de regi spanioli, pastrând categoria de regat.
După Războiul Succesiunii Spaniole în care Regatul Aragonului declarase în favoarea arhiducelui austriac Carol, regele învingător Filip al V-lea al Spaniei a pedepsit țările austriece cu emisunea decretelor Nueva Planta, urmând abordarea centralizatoare a Bourbonilor în Franța, punând capăt autonomiei politice a regatelor care alcătuiseră Coroana Aragonului, care dispar în 1715.